# Chloroclystis semiscripta
Chloroclystis semiscripta là một loài bướm đêm trong họ Geometridae.